# Gyermekvasút (Marosvásárhely)

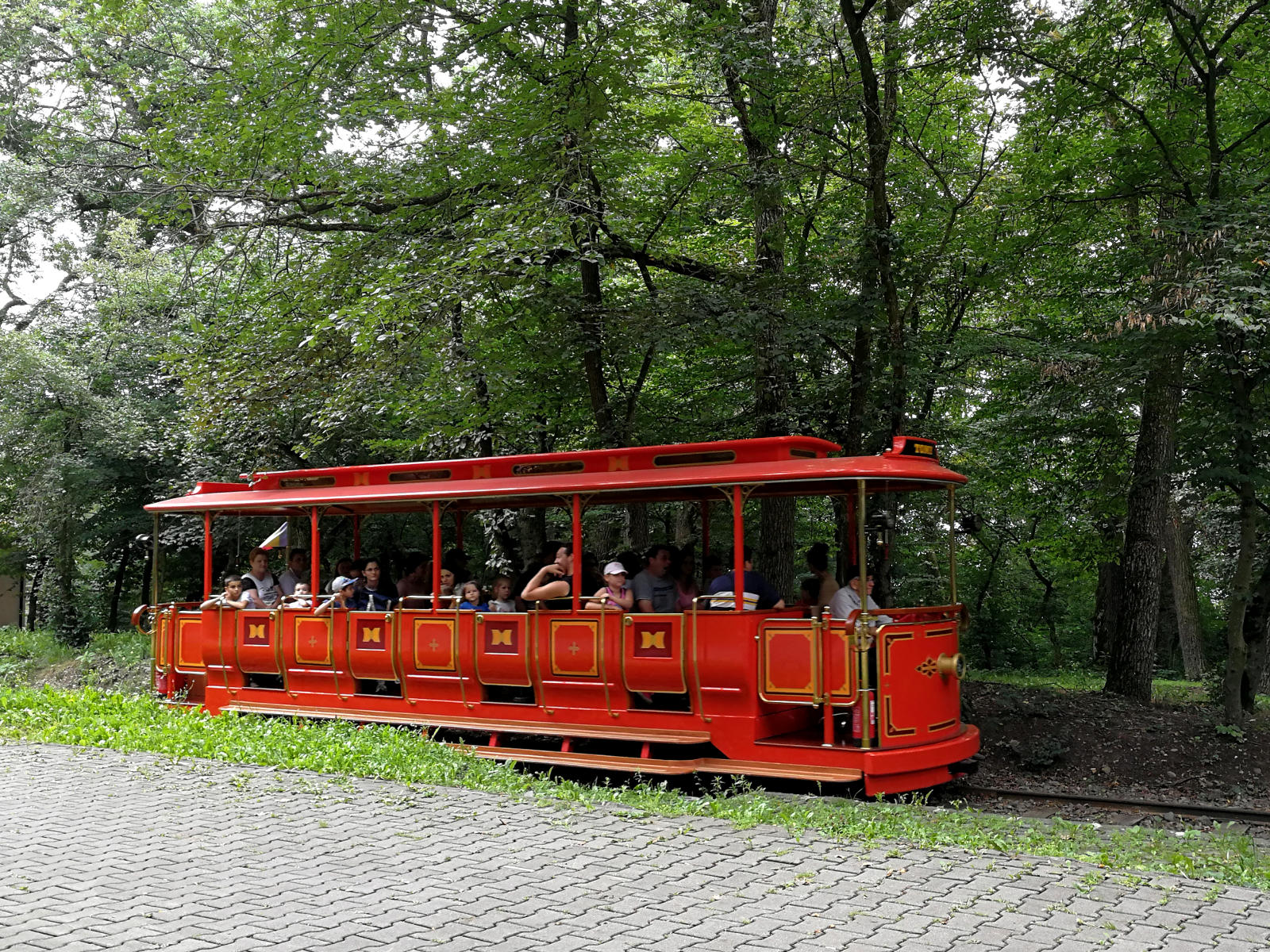
A 2016-tól használt szerelvény

A marosvásárhelyi gyermekvasút (románul: trenulețul de la Platoul Cornești) egy keskeny nyomtávolságú vasút, amely a Somostető (Platoul Cornești) erdőségét szeli át a marosvásárhelyi állatkert szomszédságában. Az 1970-es években megnyitott vasút jelenleg is üzemel; a vonal hossza 1 kilométer, és öt megállója van.

## Története
Az építkezések az 1960-as években kezdődtek, amikor egy általános városrendezési terv keretében átépítették az addig is szabadidő eltöltésére használt Somostetőt. A vasút az 1970-es években nyílt meg. 1989-ig „úttörővasútként” (Calea Ferată a Pionierilor, pionírok vasútja) üzemelt; a rendszerváltás után átnevezték Gyermekvasútra. A három nyitott vagont a szatmári Unió által gyártott jellegzetes piros-fehér-kék színű, dízel-mechanikus LDM 45 bányamozdony húzta.[forrás?]
2000 körül a vasutat ideiglenesen megszüntették, majd 2009-ben felújították és július 9-én újraindították. Az 50 000 lej körüli felújítás során elvesztette addig megszokott burkolatát; a mozdonyt a rajzfilmből ismert Thomas mozdonnyá alakították át, és a vagonokra is Thomas-témájú képeket festettek.
2016 májusától az újból felújított és meghosszabbított vonalon két villamos motorkocsi közlekedik; a régi szerelvényt kivonták a forgalomból és az állatkert területén állították ki. A vonal további meghosszabbítását tervezik.
A vasutat a Locomrex Trade Kft. bérli a várostól és üzemelteti.

## Külső hivatkozások
- Fényképek. myfreeforum.org, 2009. (Hozzáférés: 2017. április 21.)
- Videó. YouTube, 2009. (Hozzáférés: 2017. április 21.)